# Deidamia (opera)

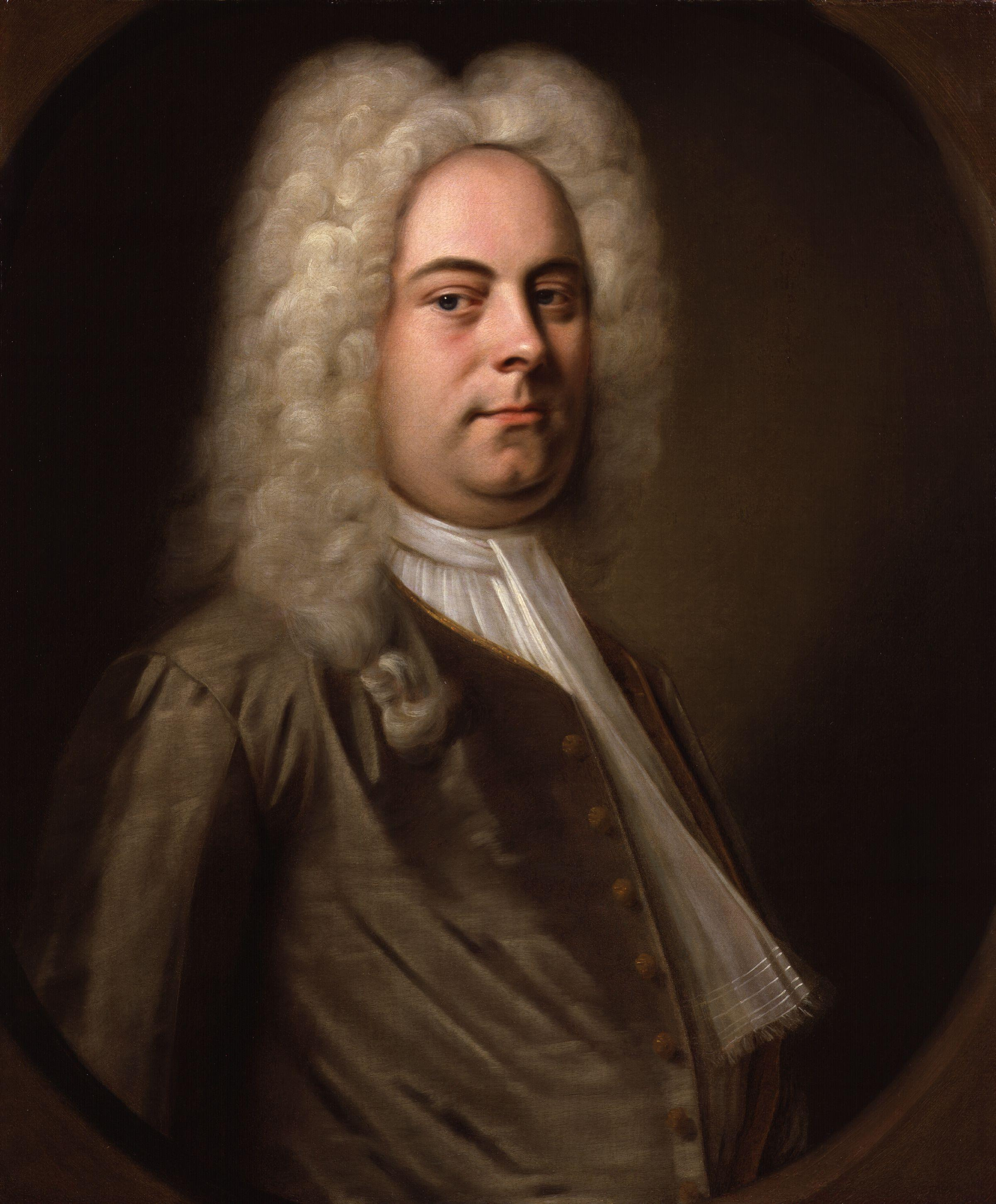
Georg Friedrich Händel

Deidamia (HWV 42) är en opera (melodramma) i tre akter med musik av Georg Friedrich Händel och med text av Paolo Antonio Rolli.

## Historia
Deidamia är Händels sista opera. Den uruppfördes 10 januari 1741 på Theatre Royal, som låg i stadsdelen Lincoln's Inn Fields i London, men togs ned efter endast tre föreställningar då publiken vid denna tid hade börjat tröttna på italienska operor. Den besvikne tonsättaren gick i fortsättningen in för att komponera oratorier. På 1950-talet togs den upp igen på flera olika platser i Tyskland och i London.

## Om operan
Teatern i Lincoln's Inn Fields var ingen lyckad skådeplats för Händel. 1728 spelades här Tiggarens opera (The Beggar's Opera) av Johann Christoph Pepusch och John Gay 26 gånger i rad. Deidamia fick bara ett likgiltigt mottagande av publiken. Misslyckandet var oförtjänt, eftersom det rör sig om en ypperlig tonsättning av ett ovanligt bra libretto. Händel var i sitt rätta element. I synnerhet framställde han titelrollen Deidamia på ett både rikt och mångbottnat sätt. I den sluge, älskvärde Odysseus (Ulisse) skapade Händel en dramatisk motpol till titelrollen.

## Personer
- Deidamia, kung Lykomedes dotter (sopran)
- Nerea, prinsessa och hennes väninna (sopran)
- Akilles, i kvinnokläder även under namnet Pirra (mezzosopran)
- Odysseus, Ithakas kung, under namnet Antilochos (tenor)
- Phenix, Argos kung (baryton)
- Lykomedes, Skyros kung (bas)
- Nestor, Pylos  kung (stum roll)
- Deidamias följeslagerskor, ceremonimästare, hovtjänare (kör)

## Handling
Ett orakel har förutspått att gossen Akilles skall dö ung som hjälte på slagfältet. För att bespara honom detta öde har föräldrarna låtit uppfostra honom i kvinnokläder hos en släkting. Men ett annat orakel har sagt att utan Akilles kommer den grekiska hären inte att bli segerrik utanför Troja. Därför söker Odysseus efter den försvunne Akilles. Under tiden har kungadottern Deidamia känt igen hjälten i Pirra under hans kvinnokläder. Akilles och Deidamia dras till varandra. Men varken föräldrarnas list eller Deidamias kärlek förmår rädda Akilles, eftersom han själv längtar till vapen och kriget. Dör Deidamia leder äktenskapet med Akilles inte till kärlek utan till avsked från hennes älskade.